# Odprto prvenstvo Francije 1973
Odprto prvenstvo Francije 1973 je teniški turnir za Grand Slam, ki je med 21. majem in 3. junijem 1973 potekal v Parizu.

## Moški posamično
Ilie Năstase :  Nikola Pilić, 6-3, 6-3, 6-0

## Ženske posamično
Margaret Court :  Chris Evert, 6–7, 7–6, 6–4

## Moške dvojice
John Newcombe /  Tom Okker :  Jimmy Connors /  Ilie Năstase, 6–1, 3–6, 6–3, 5–7, 6–4

## Ženske dvojice
Margaret Court /  Virginia Wade :  Françoise Dürr /  Betty Stöve, 6–2, 6–3

## Mešane dvojice
Françoise Dürr /  Jean-Claude Barclay :  Betty Stöve /  Patrice Dominguez, 6–1, 6–4